# Соседнее
Сосе́днее (до 1948 года Мусаби́; укр. Сусіднє, крымскотат. Musa Biy, Муса Бий) — исчезнувшее село в Белогорском районе Республики Крым (согласно административно-территориальному делению Украины — Автономной Республики Крым). Располагалось в центре района, в горах Внутренней гряды Крымских гор, у северного подножия горы Джемрек, располагалось в балке безымянного ручья, правого притока реки Тана-Су, примерно в 1 км к юго-востоку от современного села Ульяновка.

## История
Первое документальное упоминание села встречается в Камеральном Описании Крыма… 1784 года, судя по которому, в последний период Крымского ханства Мусабей входил в Карасубазарский кадылык Карасубазарского каймаканства. После присоединения Крыма к России (8) 19 апреля 1783 года, (8) 19 февраля 1784 года, именным указом Екатерины II сенату, на территории бывшего Крымского Ханства была образована Таврическая область и деревня была приписана к Левкопольскому, а после ликвидации в 1787 году Левкопольского — к Феодосийскому уезду Таврической области. После Павловских реформ, с 1796 по 1802 год, входила в Акмечетский уезд Новороссийской губернии. По новому административному делению, после создания 8 (20) октября 1802 года Таврической губернии, Мусаби была включена в состав Кокташской волости Феодосийского уезда.
По Ведомости о числе селений, названиях оных, в них дворов… состоящих в Феодосийском уезде от 14 октября 1805 года, в деревне Мусабей числилось 8 дворов и 53 жителя, исключительно крымских татар. На военно-топографической карте генерал-майора Мухина 1817 года обозначен Мусаби с 11 дворами. После реформы волостного деления 1829 года Мусаби, согласно «Ведомости о казённых волостях Таврической губернии 1829 года» остался в составе Кокташской волости. На карте 1836 года в деревне 17 дворов. Затем, видимо, в результате эмиграции крымских татар, деревня заметно опустела и на карте 1842 года деревня Мусаби обозначена условным знаком «малая деревня», то есть, менее 5 дворов.
В 1860-х годах, после земской реформы Александра II, деревню приписали к Салынской волости того же уезда. В «Списке населённых мест Таврической губернии по сведениям 1864 года», составленном по результатам VIII ревизии 1864 года, Муссабий  — владельческая татарская деревня с 8 дворами, 60 жителями и мечетью при колодцахъ. По обследованиям профессора А. Н. Козловского начала 1860-х годов, в селении «…имелась пресная вода в изобилии из горных родников и ручьёв». На трехверстовой карте Шуберта 1865—1876 года в деревне Мусабий обозначено 12 дворов. В «Памятной книге Таврической губернии 1889 года» по результатам Х ревизии 1887 года записана Мусаба с 18 дворами и 83 жителями. По «…Памятной книжке Таврической губернии на 1892 год» в Мусабее, не входившем ни в одно сельское общество, числилось 52 безземельных жителя, домохозяйств не имеющих. На подробной карте 1893 года в деревне обозначено 12 дворов с татарско-русским населением. После земской реформы 1890-х годов, которая в Феодосийском уезде прошла после 1892 года, деревня осталась в составе Салынской волости. По «…Памятной книжке Таврической губернии на 1902 год» в деревне жителей и домохозяйств не числилось. По Статистическому справочнику Таврической губернии. Ч.II-я. Статистический очерк, выпуск пятый Феодосийский уезд, 1915 год, в селе Мусабие (на земле Дульветовой Н. А.) Салынской волости Феодосийского уезда числилось 8 дворов (все дворы безземельные) со смешанным населением в количестве 41 человека приписных жителей, из которых 23 мужчин и 18 женщин. Жители землёй не владели, Дульветова имела в селении 435 десятин земли. В хозяйствах имелось 10 лошадей, 4 вола и 11 коров.
После установления в Крыму Советской власти, по постановлению Крымревкома от 8 января 1921 года была упразднена волостная система и село вошло в состав Карасубазарского уезда, а в 1922 году уезды получили название округов. 11 октября 1923 года, согласно постановлению ВЦИК, в административное деление Крымской АССР были внесены изменения, в результате которых был создан Карасубазарский район и село включили в его состав. Согласно Списку населённых пунктов Крымской АССР по Всесоюзной переписи 17 декабря 1926 года, в селе Муссабие, Султан-Сарайского сельсовета Карасубазарского района, числилось 10 дворов, из них 9 крестьянских, население составляло 44 человека, из них 43 украинца и 1 грек.
В 1944 году, после освобождения Крыма от фашистов, 12 августа 1944 года было принято постановление № ГОКО-6372с «О переселении колхозников в районы Крыма», в исполнение которого в район завезли переселенцев: 6000 человек из Тамбовской и 2100 — Курской областей, а в начале 1950-х годов последовала вторая волна переселенцев из различных областей Украины. С 25 июня 1946 года Мусаби в составе Крымской области РСФСР. Указом Президиума Верховного Совета РСФСР от 18 мая 1948 года, Мусаби переименовали в Соседнее. 26 апреля 1954 года Крымская область была передана из состава РСФСР в состав УССР. Время включения в состав Криничненского сельсовета пока не установлено: на 15 июня 1960 года село уже числилось в его составе. Упразднено в период с 1968 года, когда Соседнее ещё числилось в составе Криничненского сельсовета и 1977 годом, когда значилось среди упразднённых.

### Динамика численности населения
| - 1805 год — 53 чел. - 1864 год — 60 чел. - 1889 год — 83 чел. - 1892 год — 52 чел. | - 1902 год — 0 чел. - 1915 год — 41 чел. - 1926 год — 44 чел. |